# أوزغو نامال
اوزجو نامال (OZGU NAMAL من مواليد 28 ديسمبر 1978 أسكدار، محافظة إسطنبول) هي ممثلة تركية نالت دبلوم التمثيل المسرحي من المعهد التابع لجامعة إسطنبول، اشتهرت في الوطن العربي بمسلسلاتها التلفزيونية منها: مسلسل وادي الذئاب، سيدة المزرعة, الرحمة وأخر أعمالها حتى الآن مسلسل البراعم الحمراء .

## حياتها الإجتماعية
أمها وكذلك أبواها أساتذة متقاعدين ولديها أخ اصغر يدعى دويغو.

## جوائز
مع دورها في مسرحية Kiralik Oyun عام 2005 حصلت على جائزة الممثلة الكوميدية الأكثر نجاحا في السنة من جوائز عفيفة المسرحية وايضا من جوائز Sadri Alisik المسرحية.
- في عام 2007 حصلت على جائزة أفضل ممثلة في مهرجان البرتقالة الذهبية أنطاليا للأفلام العالمية عن فيلمها السعادة التي تعدّ أهم جائزة سينمائية في تركيا.
- في مهرجان إسطنبول للافلام الدولي حصلت على جائزة أفضل ممثلة عن فيلم Beynelmilel
- مهرجان بيون السينمائي الدولي، مهرجان فونشال السينمائي الدولي، مهرجان أكسفورد السينمائي، وجوائز Yesilcam وايضا الكثير من الجوائز التلفزيونية المهمة كانطاليا واللؤلؤة الذهبية إلى جانب التكريمات والجوائز من أهم الجامعات
- جائزة احسن ممثلة ضمن جائزة إسماعيل جيم لسنة 2010

## مسلسلات وأفلام
| سنة             | عنوان                               | دور                | جوائز |
| --------------- | ----------------------------------- | ------------------ | --- |
| 1998            | سامحني يا أستاذي (مسلسل تركي)       | Nehir              | مسلسل تلفزيوني |
| 1998            | الربيع الثاني (مسلسل تركي)          | Öğrenci            | مسلسل تلفزيوني |
| 1999            | كرم (مسلسل تركي)                    | Ayla               | مسلسل تلفزيوني |
| 2000            | فوسفورلو جفرية (فيلم تركي)          | Ayten              | فيلم |
| 2001            | اسطنبول ذات السبع تلال (مسلسل تركي) | Duru               | مسلسل تلفزيوني |
| 2001            | كان هناك فيليز (مسلسل تركي)         | Genç Filiz         | مسلسل تلفزيوني |
| 2001            | جن وخرافيات (مسلسل تركي)            |                    | مسلسل تلفزيوني |
| 2002            | خمسة في المكان (مسلسل تركي)         | Ahu                | مسلسل تلفزيوني |
| 2002            | سحابة في الجو (مسلسل تركي)          | Yorgiya            | مسلسل تلفزيوني |
| 2002            | أسرار الأطفال (مسلسل تركي)          | Zeynep             | جائزة أفضل ممثلة صاعدة من مهرجان أنقرة السينمائي الدولي عام 2002 عن دورها في فيلم “أسرار الأطفال” جائزة أفضل ممثلة صاعدة عن دورها في نفس الفيلم في حفل توزيع جوائز صدري أليشيك” السنوي للفنون. |
| 2004            | سحر (فيلم تركي)                     | Sedef              | |
| 2004            | حكايات اسطنبول (فيلم تركي)          | Şenay              | |
| 2005            | أعمال منظمة (فيلم تركي)             | Umut Ocak          | |
| 2003-2005       | 'وادي الذئاب'                       | Elif Eylül         | مسلسل تلفزيوني جائزة أحسن ممثلة في حفل توزيع جوائز السيدة إنجي لأفضل الأعمال التلفزيونية عن دورها في مسلسل “وادي الذئاب“ عام 2005. |
| 2006            | العالمي (مسلسل تركي)                | Emel Erter         | مسلسل تلفزيوني جائزة أفضل ممثلة عام 2006 في مهرجان اسطنبول السينمائي الدولي عن دورها في فيلم "العالمي". |
| 2006            | طفلي (فيلم تركي)                    | Gülendam           | Uluslararası İstanbul Film Festivali En İyi Kadın Oyuncu Ödülü |
| 2006            | شرطة (فيلم تركي)                    | Funda              | |
| 2007            | متجر ماجوريام الرائع (فيلم تركي)    | Türkçe seslendirme | |
| 2007            | براتز (فيلم تركي)                   | Türkçe seslendirme | |
| 2007            | السعادة (فيلم تركي)                 | Meryem             | * جائزة أفضل ممثلة في مهرجان البرتقالة الذهبية بأنطاليا عام 2007 عن دورها في فيلم "السعادة" * جائزة أفضل ممثلة من جمعية نقاد السينما عن دورها في فيلم "السعادة" عام 2007 * جائزة أفضل ممثلة من مهرجان يشيلجام للجوائز الفنية عن دورها في فيلم "السعادة" عام 2007 * جائزة أفضل ممثلة دولية من مهرجان بونه السينمائي الدولي في الهند عام 2007 عن دورها في غيلم "السعادة"، لتكن بذلك أول جائزة دولية تحصل عليها النجمة التركية. |
| 2008            | أين بقينا (مسلسل تركي)              | Konuk oyuncu       | (مسلسل تركي) |
| 2008            | ابن الشمس (فيلم تركي)               | Şule               | |
| 2008            | نواة التين (فيلم تركي)              | Heda               | |
| 2008            | أطفال (مسلسل تركي)                  | Dona               | ترشيح جائزة Yeşilçam جائزة أفضل ممثلة. |
| 2008            | أمي ملاك (مسلسل تركي)               | Durusu can         | (مسلسل تلفزيوني |
| 2009            | الأبرياء (مسلسل تركي)               | Zeynep             | مسلسل تلفزيوني |
| 2009-2011       | سيدة المزرعة                        | Güllü/Serap        | مسلسل تلفزيوني جائزة أفضل ممثلة درامية عن دورها في مسلسل "سيدة المزرعة" عام 2010 في حفل توزيع جوائز إسماعيل جيم الشهير في تركيا. |
| 2012            | أحمر داكن (مسلسل تركي)              | Ümit               | مسلسل تلفزيوني |
| 2013-2014       | الرحمة (مسلسل)                      | Narin              | مسلسل تلفزيوني * جائزة أفضل ممثلة في مهرجان بلكنت عن دورها في مسلسل الرحمة عام 2013 * جائزة أفضل ممثلة لعام 2013 في حفل توزيع جوائز جامعة أيدن التركية. |
| 2014            | هذا الأمر به شعور بالوحدة           | Ayşe               | |
| 2014 - إلى الآن | تركيا جوت تالنت (برنامج تلفزيوني)   | Özgü               | برنامج تلفزيوني |
| 2023 - إلى الآن | البراعم االحمراء                    | مريم تيزل          | مسلسل تلفزيوني |

## روابط خارجية
- أوزغو نامال على موقع IMDb (الإنجليزية)
- أوزغو نامال على موقع روتن توميتوز (الإنجليزية)
- أوزغو نامال على موقع قاعدة بيانات الأفلام العربية
- أوزغو نامال على موقع ألو سيني (الفرنسية)
- أوزغو نامال على موقع ميوزك برينز (الإنجليزية)
- أوزغو نامال على موقع أول موفي (الإنجليزية)
- أوزغو نامال على موقع قاعدة بيانات الأفلام السويدية (السويدية)
- أوزغو نامال على موقع قاعدة بيانات الفيلم (الإنجليزية)
- أوزغو نامال على موقع كينوبويسك (الروسية)